# Мадаліна Генеа
Мадаліна Діана Генеа (Mădălina Diana Ghenea; нар. 8 серпня 1988, Слатіна, Румунія) — італійська модель румунського походження.

## Біографія
Народилася в місті Слатіна, Румунія. Говорить чотирма мовами, любить читати і подорожувати.
Моделлю Мадаліна стала в 14 років. Ще до закінчення школи Мадаліна стала відомою, завдяки своїй фігурі і погляду. Пропуски уроків через покази призвели до проблем у школі. А після того як 16-річна Мадаліна знялася у фотосесії в нижній білизні, її і зовсім виключили зі школи. Вчителі вважали і продовжують вважати, що такі знімки неприйнятні для 10-класниці. Мадаліна поміняла школу, але зніматися не перестала. Через кілька років дівчина переїхала до Італії, де її кар'єра стала швидко набирати обертів.
Протягом останніх років Мадалена рекламує білизну фірми Lascana, знімається для каталогів і в рекламних кампаніях. За плечима Мадаліни робота з такими брендами, як Borghetti Liquor, Gioelliamo, Grimaldimare, Lepel, Lise Charmel, Piera Lingerie, Solera Intimo.
У 2007 р. знялася у відеокліпі Ероса Рамаццотті «Il tempo tra di noi», а також виконала роль Ірини в італійському фільмі «I soliti idioti».
У 2011 р. взяла участь в італійському телешоу «Танці з зірками», де виступала в парі з танцюристом Сімоне ді Паскуале.
У 2012 році знялася в італійському фільмі «Razza Bastarda». В цьому ж році почалися зйомки фільму Джуда Лоу «Будинок Хемінгуей», в якому Мадаліна бере участь. Також знялася в третьому сезоні франко-німецького серіалу «Борджіа» в ролі Доротеї Малатести Карачьолі.
У 2015 році з'явилася в ролі «Міс Всесвіту» у фільмі Паоло Соррентіно «Молодість».

## Особисте життя
В один час Мадаліні приписували роман з італійським футболістом, проте вона все заперечувала. Після чого у неї з чуток був короткий роман з Леонардо Ді Капріо — дівчину помітили в його готельному номері в Австралії на зйомках фільму «Великий Гетсбі». З січня 2014 року зустрічалася з Майклом Фассбендером. У березні того ж року вони розлучилися. У 2015 році зустрічалася з дизайнером Філіпом Плейном.

## Фільмографія
| Рік  |   | Українська назва   | Оригінальна назва        | Роль              |
| ---- | - | ------------------ | ------------------------ | ----------------- |
| 2011 | ф | Звичайні ідіоти    | I soliti idioti: Il film | Смутандісіма      |
| 2012 | ф | Раса виродків      | Razza bastarda           | Доріна            |
| 2013 | ф | Дом Гемінґвей      | Dom Hemingway            | Паоліна           |
| 2013 | с | Борджіа            | Borgia                   | Доротея Малатеста |
| 2015 | ф | Молодість          | Youth                    | міс Всесвіт       |
| 2016 | ф | Зразковий самець 2 | Zoolander 2              | екзотична жінка   |
| 2016 | ф | Закоханий!         | Smitten!                 |                   |
| 2019 | ф |                    | All You Ever Wished For  | Розалія Драго     |
| 2021 | ф | Гуччі              | Gucci                    | Софі Лорен        |